# Diego Giannattasio
Diego Giannattasio (Teramo, 19 luglio 1945 – Matera, 5 gennaio 2023) è stato un calciatore e allenatore di calcio italiano, di ruolo centrocampista.

## Carriera

### Giocatore
La sua carriera da calciatore, nel ruolo di mediano e a volte anche di stopper, inizia in Serie D con il Matera.
In carriera vince per tre volte il campionato di Serie C disputando così 4 stagioni da titolare in Serie B: con il Brindisi nelle stagioni 1972-1973 e 1973-1974, con il Lecce nel campionato 1976-1977 e con il Matera nel 1979-1980, oltre a una breve esperienza con l'Avellino nel 1974 prima di essere girato al Bari.
Termina di giocare nel 1981 a Matera dove inizia ad allenare.
In carriera ha totalizzato complessivamente 122 presenze e 6 reti in Serie B.

### Allenatore
A Matera si ferma per tre stagioni e, dopo alcune esperienze in Serie C2 e una da allenatore in seconda all'Ascoli nel 1986-1987, approda al Perugia nel 1994.
Con la squadra Primavera degli umbri raggiunge una finale nel campionato 1994-1995 persa contro la Lazio ed è campione d'Italia Primavera nel 1995-1996 e nel 1996-1997. Inoltre nel campionato 1995-1996 siede sulla panchina della prima squadra per un breve periodo dopo l'esonero di Walter Novellino e prima dell'arrivo di Giovanni Galeone. Nella stagione 1998-1999 infine è vice di Ilario Castagner in prima squadra.
Termina l'esperienza perugina nel 2000 per passare all'Ancona, sempre come allenatore della Primavera. Successivamente svolge per conto della FIGC il ruolo di osservatore ufficiale per le nazionali giovanili.
A partire da agosto 2011 è responsabile tecnico del settore giovanile della neo costituita Società Sportiva Dilettantistica Città di Brindisi. Con l'esonero dell'amico, ed ex compagno di squadra, Luigi Boccolini, come allenatore del Brindisi, termina anche il suo incarico.

## Palmarès

### Competizioni nazionali
- Campionato italiano Serie D: 1

Matera: 1967-1968 (girone G)
- Campionato italiano Serie C: 3

Brindisi: 1971-1972 (girone C)
Lecce: 1975-1976 (girone C)
Matera: 1978-1979 (girone C)
- Coppa Italia Semiprofessionisti: 1

Lecce: 1975-1976

### Competizioni internazionali
- Coppa Italo-inglese per semiprofessionisti: 1

Lecce: 1976

### Allenatore
- Campionato Primavera: 2

Perugia: 1995-1996, 1996-1997